# Alles Gute zum Hochzeitstag
Alles Gute zum Hochzeitstag (Originaltitel: Heureux Anniversaire) ist eine französische Kurzfilmkomödie von Jean-Claude Carrière und Pierre Étaix aus dem Jahr 1962.

## Handlung
Ein Ehepaar will seinen Hochzeitstag feiern. Die Frau hat ein Essen vorbereitet und versteckt ein kleines Präsent unter der Serviette des Mannes. Dieser versucht unterdessen, nach Hause zu kommen. Zunächst ist sein Auto eingeparkt. Der Besitzer des vorderen Wagens, der gerade beim Friseur für eine Rasur eingeschäumt wurde, fährt seinen Wagen fort, nur um festzustellen, dass nach seiner Rückkehr sein Parkplatz bereits von einem anderen Wagen besetzt wurde. Er fährt in der Folge so lange um den Häuserblock, bis der Friseur zum Abend schließt. Der Ehemann steht unterdessen im Stau, findet jedoch irgendwann einen Parkplatz, um schnell eine Flasche Sekt zu kaufen. Nach seiner Rückkehr ist er erneut eingeparkt und benötigt eine Weile, um in seinen Wagen zu gelangen. Er kauft später Blumen und hält notgedrungen an einem Taxistand, findet jedoch bei seiner Rückkehr einen Gast im Wagen, der gerne per Taxi gefahren werden will. Der Mann wirft ihn und seinen Koffer aus dem Wagen, demoliert jedoch auch seinen Blumenstrauß. Nach erneutem Blumenkauf, weiterem Stau und großer Zeitverzögerung erreicht der Mann seine Wohnung. Seine Frau hat inzwischen allein gegessen, sämtlichen Alkohol getrunken und schläft ihren Rausch aus. Der Mann entdeckt sein Geschenk und steckt es ein. Er schneidet sich ein übriggebliebenes Brötchen auf, legt etwas Salami darauf und beißt resignierend in sein Essen.

## Produktion
Heureux Anniversaire wurde in Paris gedreht. Es war Pierre Étaix’ zweiter Kurzfilm. Wie der erste, Rupture, widmete sich auch Heureux Anniversaire der Hauptverkehrszeit in Paris. Der Film erschien 1962 und lief im selben Jahr unter anderem auf dem Kurzfilmfestival in Oberhausen.

## Auszeichnungen
Heureux Anniversaire wurde 1963 mit einem Oscar in der Kategorie „Bester Kurzfilm“ ausgezeichnet. Im Jahr 1964 erhielt er einen BAFTA in der Kategorie „Bester Kurzfilm“.